# Museu de les Termes Públiques de Cesaraugusta
El Museu de les Termes Públiques de Cesaraugusta és un museu que mostra les antigues termes romanes presents a la ciutat de Caesaraugusta, l'actual Saragossa (Espanya). Està situat al carrer San Juan y San Pedro, 3-7.
En els anys 1982 i 1983, amb motiu d'unes obres a la zona, es van descobrir les restes d'una gran piscina termal porticada de l'època romana. Posteriorment, el recinte es va ampliar amb la restauració d'unes latrines sobre les que se situava i que daten del segle i aC. El museu dona compte d'una de les activitats quotidianes desenvolupades pels habitants de la ciutat al començament de la nostra era.
Entre les restes que es poden contemplar al museu es troben les bases d'algunes columnes, així com part de la decoració de les parets. A més s'exposen diverses estàtues i la reproducció d'alguns objectes utilitzats en aquesta època: esponges, rascadors, agulles, etc.

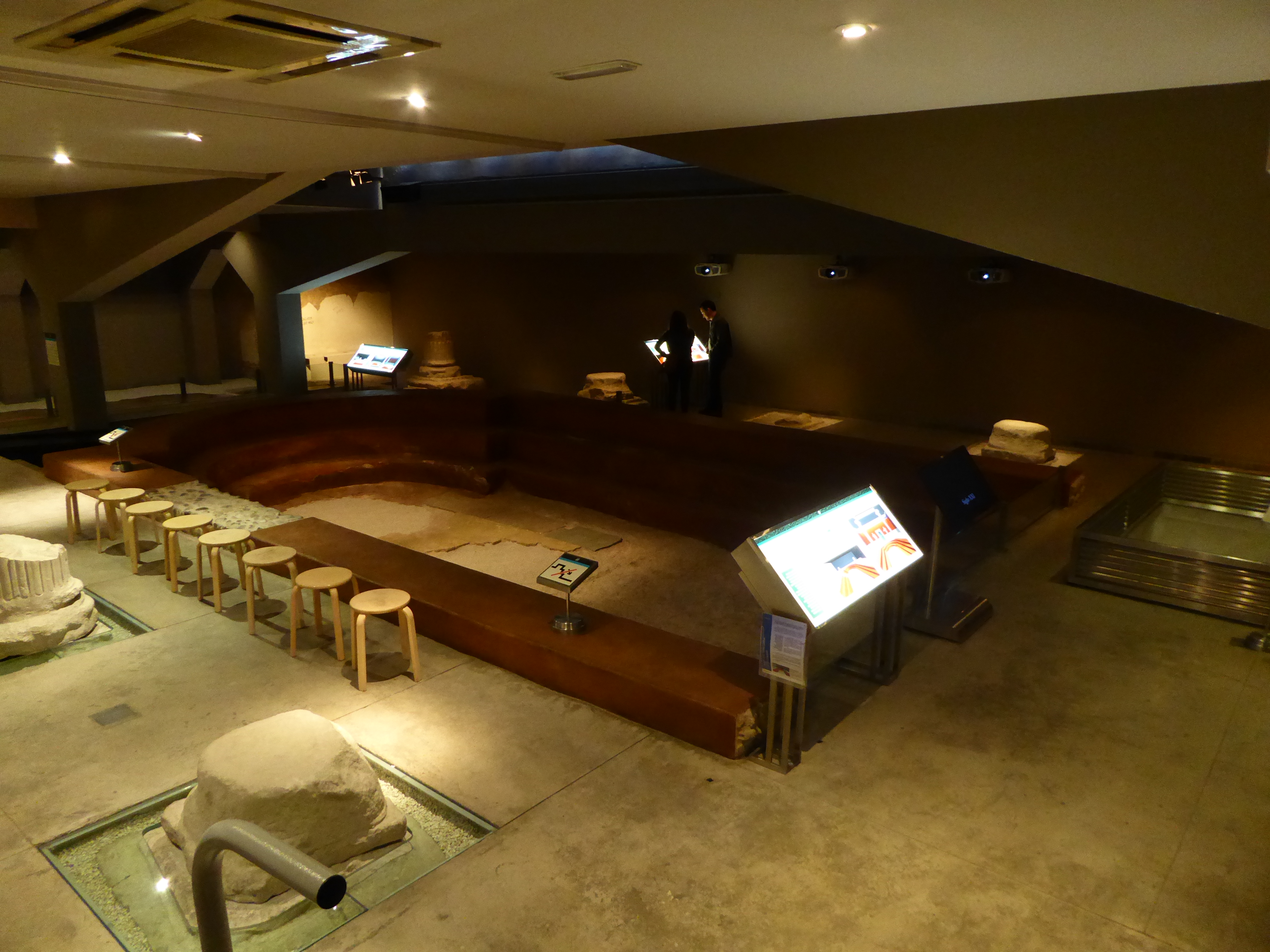
Piscina
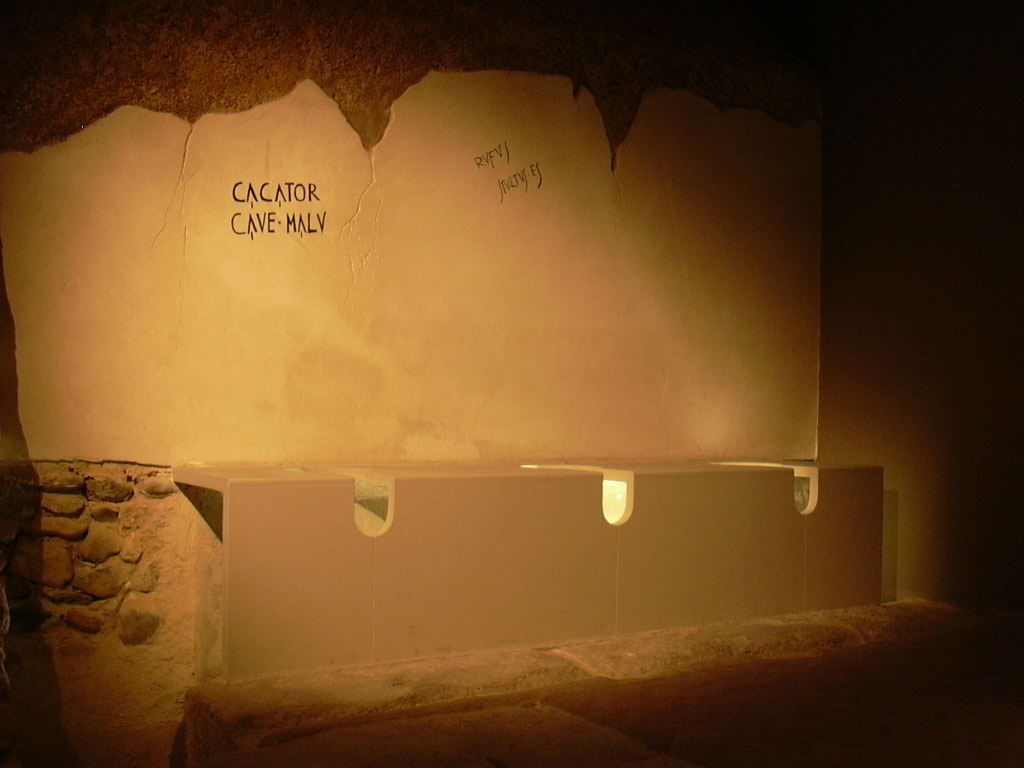
Latrines (reconstrucció)
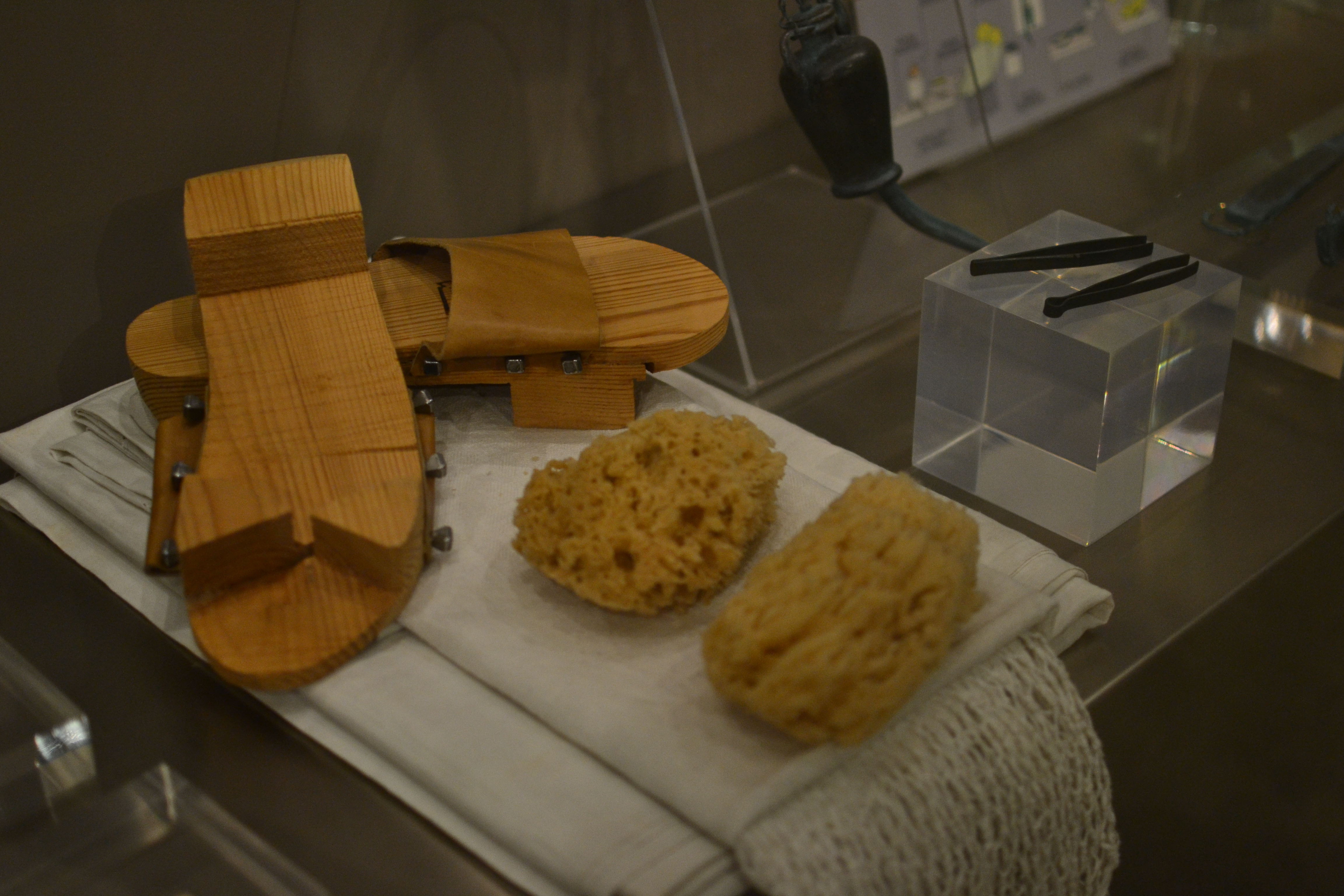
Reproducció d'antics estris de bany romans
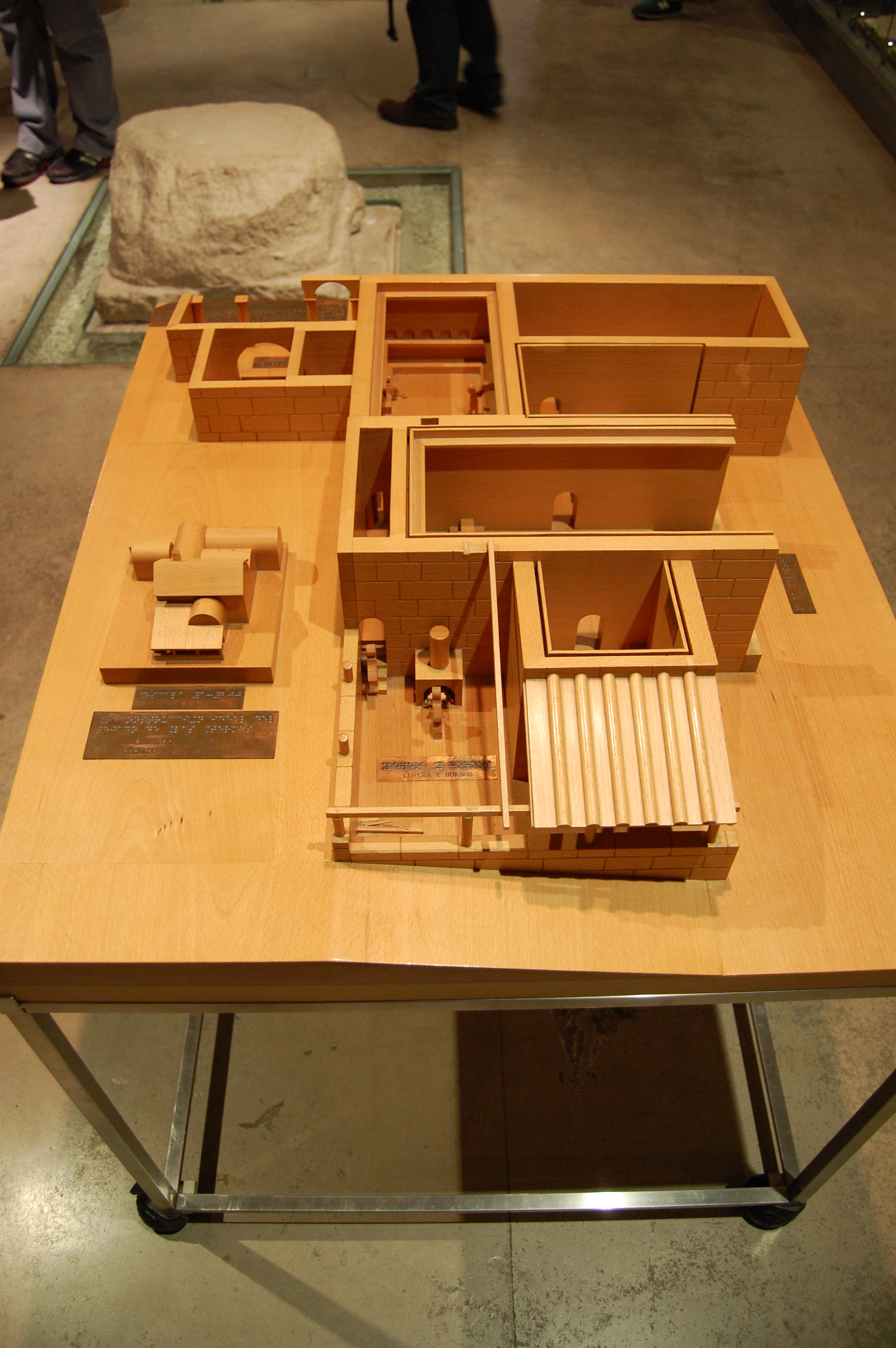
Maqueta de les termes romanes de Caesaraugusta